# Joe Ledley
Joseph Christopher « Joe » Ledley, né le 23 janvier 1987 à Cardiff, est un footballeur international gallois qui évolue au poste de milieu de terrain.

## Biographie
Le 31 janvier 2014, il rejoint Crystal Palace.
Le 31 janvier 2019, Ledley et Derby County se mettent d'accord sur la rupture de contrat du milieu gallois.
Le 25 février 2020, libre de tout contrat, il s'engage pour la fin de la saison en faveur du club australien des Newcastle United Jets.
Le 18 mars 2021, il rejoint Newport County.

## Palmarès

### En club
- Cardiff City
  - Finaliste de Coupe d'Angleterre en 2008

- Celtic FC
  - Champion d'Écosse en 2012, 2013 et 2014
  - Vainqueur de la Coupe d'Écosse en 2013.

### Distinctions individuelles
- Membre de l'équipe-type du Championnat d'Angleterre de deuxième division en 2009.
- Joueur du mois du Championnat d'Angleterre de deuxième division en janvier 2009.